# Peter Fröberg Idling
Peter Fröberg Idling (Nacka, 20 maggio 1972) è uno scrittore svedese laureato in legge.

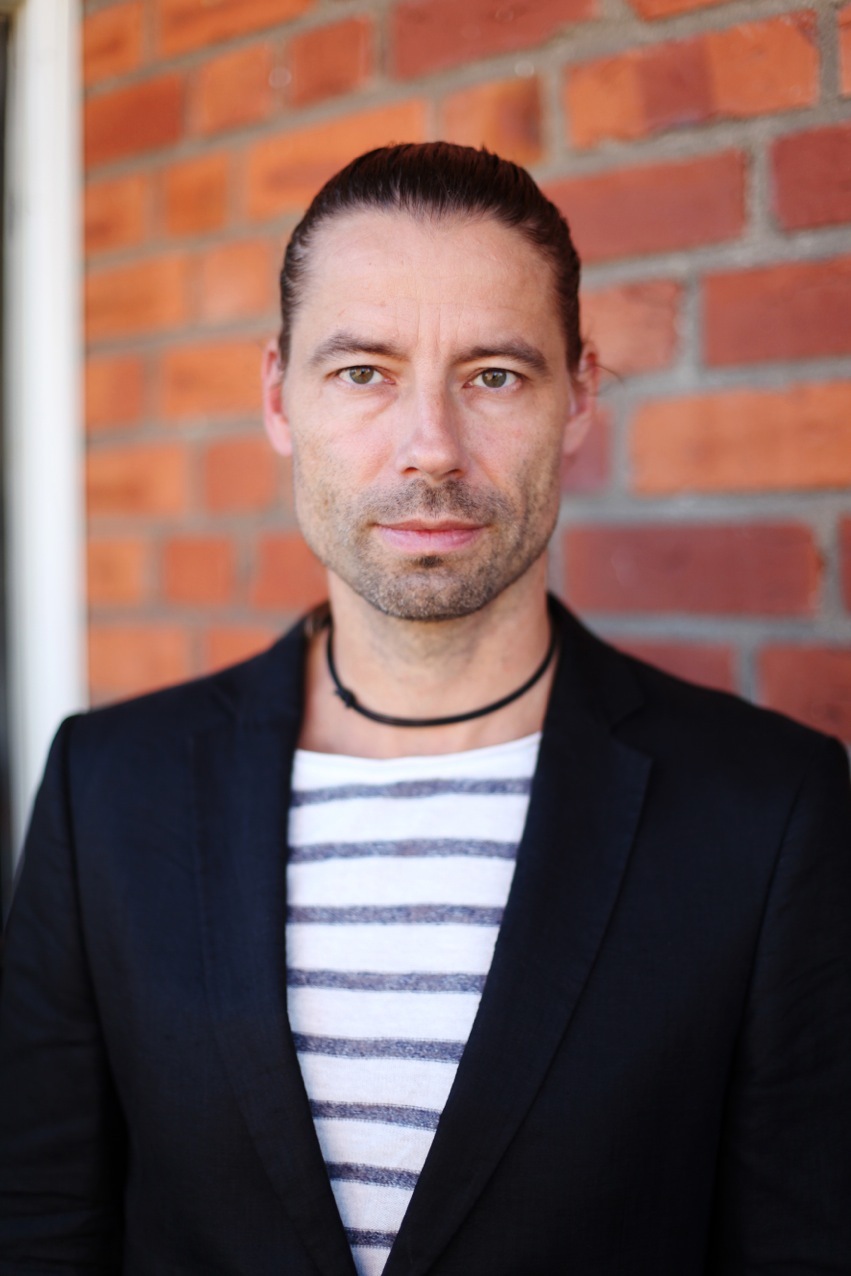
Peter Fröberg Idling

Il sorriso di Pol Pot è il suo libro più noto, tradotto in varie lingue e indicato dai lettori svedesi come Libro dell'anno 2007.

## Opere
- Reaktion (Antologi, utgiven av Pocky, 2002)
- Pol Pots leende (Skönlitterär dokumentär, utgiven av Atlas förlag, 2006) trad. it. Il sorriso di Pol Pot, Iperborea, 2010.
- Slump (Kollektivroman, utgiven av Hotel Gothia Towers, 2008)
- Våld till vardags (Antologi, utgiven av Ordfront, 2008)
- Sång till den storm som ska komma (Roman, utgiven av Natur & Kultur, 2012) trad. it. Canto della tempesta che verrà, Iperborea, 2014.